# Paronychia chartacea
Paronychia chartacea là loài thực vật có hoa thuộc họ Cẩm chướng. Loài này được Fernald mô tả khoa học đầu tiên năm 1936.